# KHM (プロレス)
KHMはプロレス団体WMFのヒールユニット。
ミスター雁之助の特徴である金髪・ヒゲ・眼鏡の頭文字がユニット名になっているが、「総帥」は藤田峰雄。藤田峰雄、ミスター雁之助、ヤス・ウラノがそれぞれ「K」「H」「M」の人文字を作る決めポーズがお馴染みとなっている。

## 経歴
2007年
- 4月14日新木場大会のセミファイナルにて、ミスター雁之助が突然乱闘騒ぎを起こし、WMF退団を発表。以降のWMFの試合への出場拒否を表明。
- 5月19日新木場大会メインイベントにて、雁之助を直接慰留し参戦の約束を取り付けてきた筈の藤田峰雄が裏切りの火炎放射攻撃をソルジャーに放ち、雁之助に合流。その他雁之助に賛同するメンバーが集まり、ユニット名が「KHM」となる。
- 6月9日新木場大会メインイベントにて、WMF対KHMの団体の主導権を賭けた6人タッグマッチにて藤田峰雄が勝利し「総帥」の称号を得る。
- 7月21日新木場大会セミファイナルにて、雁之助がWMF正規軍にゃんこキッドの尻尾を切断。次回大会で尻尾を賭けたシングルマッチが決定。
- 8月25日新木場大会セミファイナルにて、にゃんこキッドに勝利した雁之助が尻尾の返却を餌にKHMに勧誘。これに釣られたにゃんこは正規軍からKHMへ寝返る。
- 9月29日新木場大会メインイベントにて、KHMのメンバーとして姿を現したにゃんこキッドだったが、試合終盤で突如裏切り行為を働く。KHM入りは尻尾を返してもらう為の狂言だったことを告げると、激昂した雁之助にリング上で耳を切断される事態に。最終的ににゃんこキッドはKHMの手により拉致されバラバラになってしまう。
- 10月26日新木場大会メインイベントにて、にゃんこキッドは三味線になって登場。WMF対KHMのにゃんこキッドパーツ争奪戦がイリミネーションルールで行われたが、藤田峰雄が勝利し正規軍の手ににゃんこキッドのパーツが戻ることはなかった。
- 11月24日新木場大会メインイベントにて、WMF対KHMの4対4シングルマッチ勝ち抜き戦にて再びにゃんこキッド争奪戦が行われるが、KHM側の反則行為に邪魔されまたしても正規軍はにゃんこキッドを奪還できず。尚、KHMはにゃんこキッドで作った三味線をYahoo!オークションに出品すると発表。
- 12月29日新木場大会メインイベントにて、"年内最終決戦"として復活したにゃんこを含めたWMFvsKHMの6人タッグマッチが行われた。結果はWMF正規軍・神威に藤田が丸め込まれ敗北。しかし微妙なカウントだった為に、神威に対してウラノが激昂するなど双方の間に新たな火種を生む結果となってしまった。試合後、藤田は「来年もKHMをよろしくお願いします」とユニットの存続を発表。

2008年
- 2月17日新木場大会で、藤田が「KHMとしてやることがなくなった」「自分の中で一区切り付けたい」としてKHMの解散を発表。ユニットとしての試合はこの日が最後となった。

## 所属メンバー
- ミスター雁之助
- 藤田峰雄
- ヤス・ウラノ
- 保坂秀樹
- GOEMON
- レザー・フェイス

## 元・所属メンバー
- にゃんこキッド

正確にはメンバー入りは狂言だった。三味線に加工されしばらくの間KHMに捕縛されていた。その間、耳・尻尾・手（グローブ）はKHMのメンバーが着用。
2007年11月26日の夜、本当にヤフオクに出品された（結局WMF所属元レスラーで当時営業部長だった河野健一が私財を投じて10500円で落札した。）。